# Cutthroat-Forelle

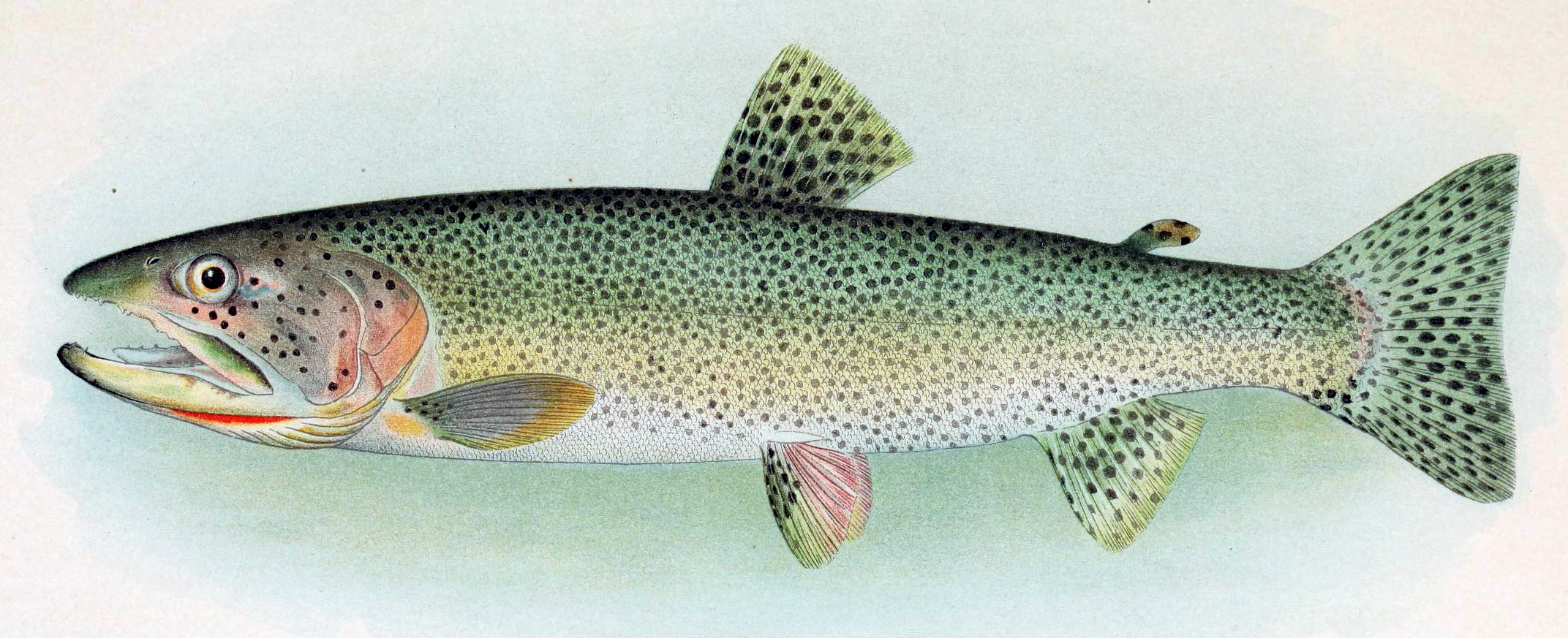
Zeichnung einer Cutthroat-Forelle

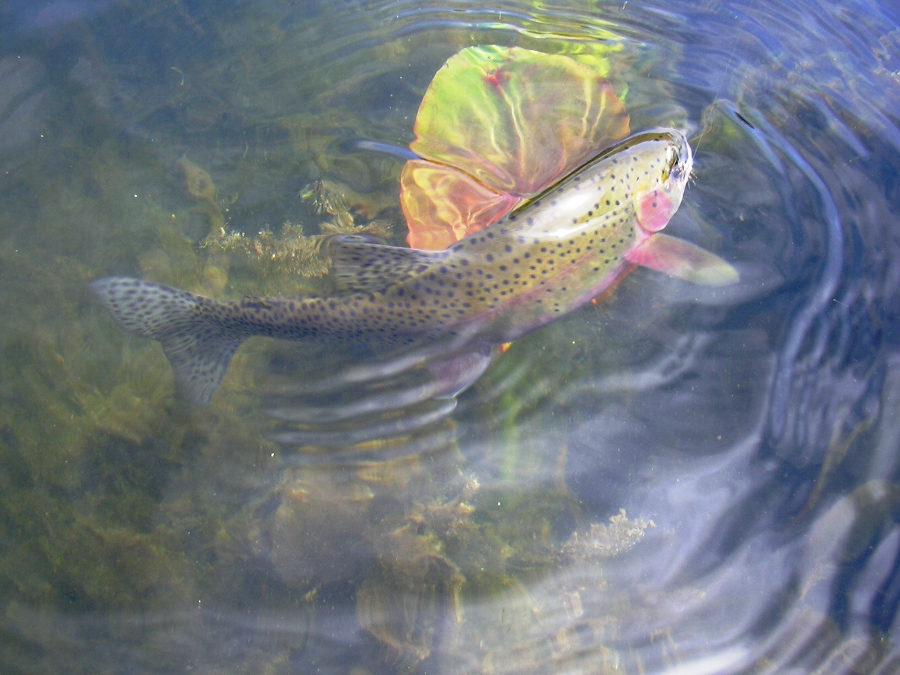
Cutthroat-Forelle an der Angel im Boise Nationalpark

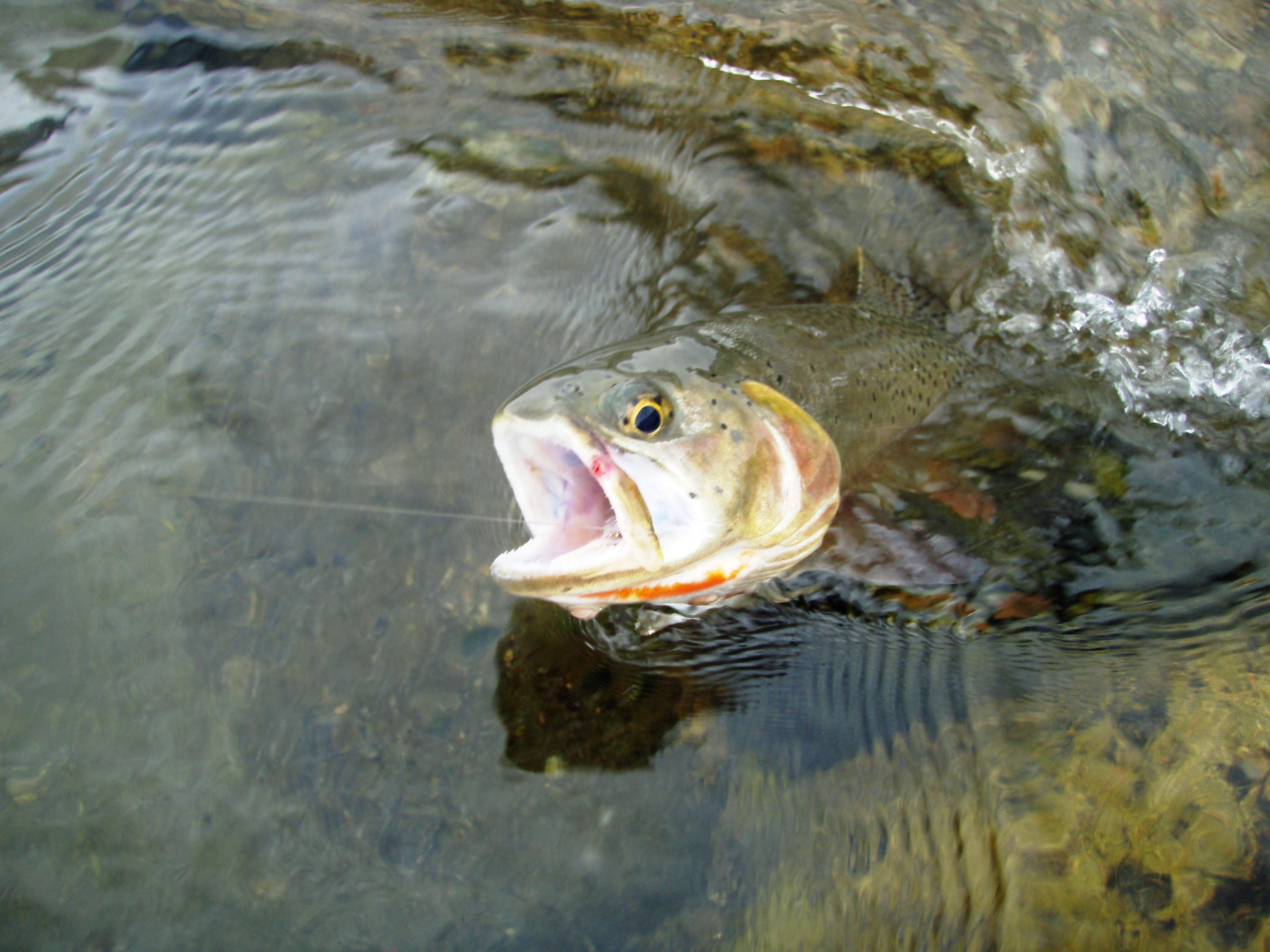
Cutthroat-Forelle aus dem Gardner River im Yellowstone-Nationalpark

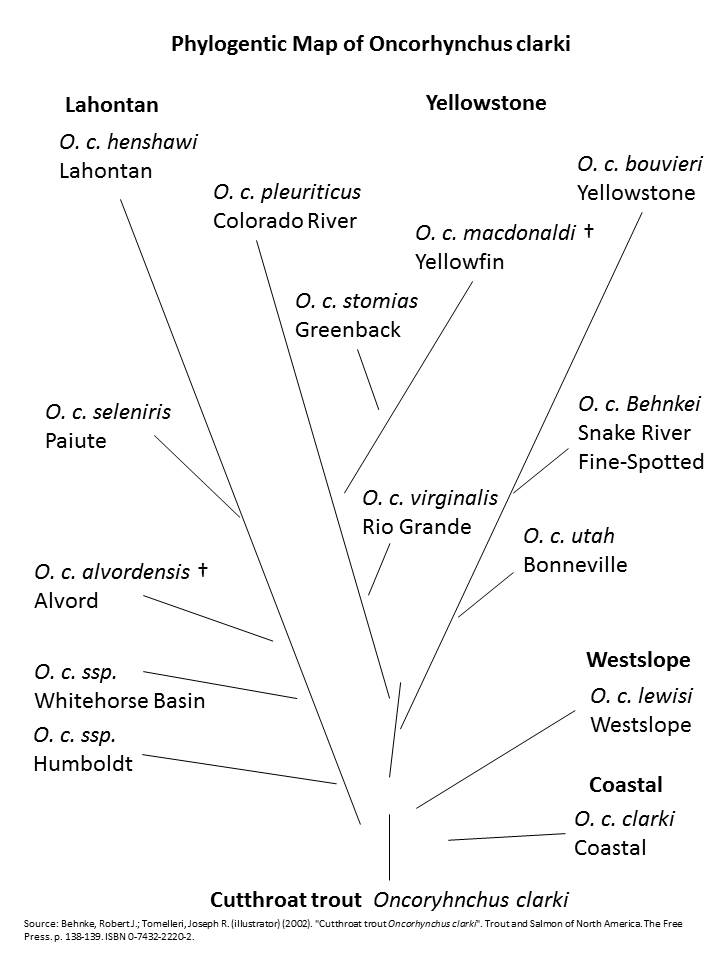
Phylogenetischer Stammbaum der Cutthroat-Forelle

Die Cutthroat-Forelle (Oncorhynchus clarkii) ist ein Süßwasser-Fisch aus der Familie der Lachsfische. Sie ist in den kalten Flüssen und Bächen des Pazifischen Beckens in Nordamerika beheimatet und kommt in den Küstengebirgen des Pazifiks, dem Großen Becken und den Rocky Mountains vor. Die Cutthroat-Forelle, eine pazifische Forelle, gehört zur Gattung Oncorhynchus, zu der auch die Regenbogenforellen gerechnet werden. Der Name Cutthroat (engl. Halsabschneider; Kehlschnittforelle) rührt von der roten Färbung auf der Unterseite des Unterkiefers her. Die Bezeichnung clarkii wurde zu Ehren des Entdeckers William Clark, eines der Führer der Lewis-und-Clark-Expedition, gegeben. Cutthroat-Forellen bewohnen kleine bis mittlere Flüsse und Bäche mit kaltem, sauerstoffreichem Wasser und Kiesgrund alluvialer oder Felsgrundfließgewässer, dem typischen Habitat der Westküste. Cutthroat-Forellen laichen im Frühjahr und vermischen sich dabei durch natürliche Hybridisierung mit Regenbogenforellen. Die beiden Arten können fruchtbare Nachkommen bilden. Einige der küstennahen Populationen von Oncorhynchus clarkii sind anadrom.
Einige Unterarten der Cutthroat-Forelle sind in ihrem Bestand bedroht. O. c. alvordensis und O. c. macdonaldi gelten als bereits ausgestorben. Cutthroat-Forellen werden in Forellenzuchtanlagen gehalten, u. a. um native Wildpopulationen aufzustocken. Die Art gehört zu den „Staatsfischen“ in sieben US-amerikanischen Bundesstaaten.

## Taxonomie
Der wissenschaftliche Name der Cutthroat-Forelle ist Oncorhynchus clarkii. Sie gehörte zu den ersten Forellen, die vom spanischen Eroberer Francisco de Coronado im Rio Grande und Pecos River in der Nähe von Santa Fe entdeckt wurden. Es handelte sich dabei überwiegend um die Unterart Rio-Grande-Cutthroat-Forelle O. c. virginalis. Die Art wurde erstmals in den Aufzeichnungen von William Clark aus den Jahren 1804–1806 beschrieben. Es waren Fänge aus dem Missouri River, in der Nähe des heutigen Great Falls in Montana. Es waren Exemplare der Unterart der Westslope-Cutthroat-Forelle O. c. lewisi, die zuerst als Salmo clarkii bezeichnet wurde. John Richardson taxierte die Art Salmo clarkiian einem Nebenfluss des Columbia Rivers, mit Namen „Katpootl“, vermutlich dem heutigen Lewis River. Die Typenbeschreibung ähnelte sehr stark den heutigen Cutthroat-Forellen aus küstennahen Gebieten.
1989 ergaben morphologische und genetische Studien, dass die Forellen des Pazifischen Beckens genetisch näher mit den Pazifischen Lachsen als mit den Forellen verwandt sind. Daher wurden seit 1989 Regenbogenforellen, Cutthroat-Forellen und andere Forellenarten des Pazifischen Beckens zu der Gattung Oncorhynchus gerechnet. Derzeit wird die Genetik der Cutthroat-Forelle an der University of Colorado erforscht.

## Unterarten
Die 14 bekannten Unterarten der Cutthroat-Forelle sind endemisch lebende Fische in ihren jeweiligen geografischen Regionen. Wissenschaftler glauben, dass sich die Cutthroat-Forelle in den letzten zwei Millionen Jahren aus anderen Oncorhynchus-Arten entwickelt hat, welche den Columbia River und den Snake River hochwanderten.
| Geografische Gruppe | Name                                                           | Wissenschaftlicher Name                                                          | Verbreitung | Bild                                                                                                |  |
| ------------------- | -------------------------------------------------------------- | -------------------------------------------------------------------------------- | --- | --------------------------------------------------------------------------------------------------- |  |
| Pacific Coast       | Küsten-Cutthroat-Forelle, auch bekannt als „Sea-Run“ Cutthroat | O. c. clarkii (J. Richardson, 1836)                                              | Heimisch in Küstenflüssen im nördlichen Kalifornien bis Alaska. O. c. clarkii ist die Typenspezies der Cutthroat-Forelle. | O. c. clarkii Küsten-Cutthroat-Forelle                                                              |  |
| Pacific Coast       | Crescenti-Forelle                                              | O. c. clarcki forma crescentii                                                   | Wird nicht länger als Unterart angesehen, sondern als eine endemische Population von Küsten-Cutthroat-Forellen im Lake Crescent, US-Bundesstaat Washington, eingeordnet. | O. c. clarkii Küsten-Cutthroat-Forelle                                                              |  |
| Great Basin         | Alvord-Cutthroat-Forelle                                       | † O. c. alvordensis Behnke, 2002                                                 | War endemisch in den Nebengewässern des Alvord Lake im Südosten von Oregon, gilt als ausgestorben oder ausgerottet. | O. c. utah Bonneville-Cutthroat-Forelle                                                             |  |
| Great Basin         | Bonneville-Cutthroat-Forelle                                   | O. c. utah (G. Suckley, 1874)                                                    | Heimisch in den Nebenflüssen des Great Salt Lake. | O. c. utah Bonneville-Cutthroat-Forelle                                                             |  |
| Great Basin         | Humboldt-Cutthroat-Forelle                                     | O. c. humboldtensis Behnke & Trotter, 2008,                                      | Kommt ausschließlich im oberen Humboldt River im nördlichen Nevada vor. Von der Nevada Division of Wildlife wird die Humboldt-Cutthroat-Forelle als eine Lokalform der Unterart O. c. henshawi zugerechnet, deren Verbreitung als „distinct population segment“ auf den Humboldt River beschränkt ist. | O. c. utah Bonneville-Cutthroat-Forelle                                                             |  |
| Great Basin         | Lahontan-Cutthroat-Forelle                                     | O. c. henshawi (Gill & Jordan, 1878)                                             | Heimisch im westlichen Nevada. Sie wird als bedrohte Spezies angesehen (1975). | O. c. utah Bonneville-Cutthroat-Forelle                                                             |  |
| Great Basin         | Whitehorse-Basin-Cutthroat-Forelle                             | O. c. ssp. Wird von Behnke als unbeschriebene separate Unterart angesehen (2002) | Heimisch im südöstlichen Oregon. Wird vom U.S. Fish and Wildlife Service als „distinct population segment“ der Lahontan-Cutthroat-Forelle angesehen. | O. c. utah Bonneville-Cutthroat-Forelle                                                             |  |
| Great Basin         | Paiute-Cutthroat-Forelle                                       | O. c. seleniris (J. O. Snyder, 1933)                                             | Endemisch in der östlichen Sierra Nevada und wird als bedrohte Spezies angesehen (1975). | O. c. utah Bonneville-Cutthroat-Forelle                                                             |  |
| Northern Rockies    | Snake-River-Fine-Spotted-Cutthroat-Forelle                     | O. c. behnkei (Montgomery, 1995)                                                 | Heimisch im Snake River von Idaho und Wyoming; wird von einigen als Population von O. c. bouvieri angesehen. | O. c. behnkei Snake River Fine-Spotted cutthroat trout O. c. bouvieri Yellowstone-Cutthroat-Forelle |  |
| Northern Rockies    | Westslope-Cutthroat-Forelle                                    | O. c. lewisi (Girard, 1856)                                                      | Heimisch im nördlichen Idaho, Montana, British Columbia und Alberta. | O. c. behnkei Snake River Fine-Spotted cutthroat trout O. c. bouvieri Yellowstone-Cutthroat-Forelle |  |
| Northern Rockies    | Yellowfin-Cutthroat-Forelle                                    | † O. c. macdonaldi (Jordan & Fisher, 1891)                                       | War endemisch im Twin Lakes, Colorado; gilt mittlerweile als ausgestorben. | O. c. behnkei Snake River Fine-Spotted cutthroat trout O. c. bouvieri Yellowstone-Cutthroat-Forelle |  |
| Northern Rockies    | Yellowstone-Cutthroat-Forelle                                  | O. c. bouvieri (Jordan & Gilbert, 1883)                                          | Heimisch im Oberlauf des Snake River, des Yellowstone Lake und des Yellowstone River in Idaho, Montana und Wyoming. | O. c. behnkei Snake River Fine-Spotted cutthroat trout O. c. bouvieri Yellowstone-Cutthroat-Forelle |  |
| Southern Rockies    | Colorado-River-Cutthroat-Forelle                               | O. c. pleuriticus (Cope, 1872)                                                   | Heimisch in den Nebenflüssen des Green River und Colorado River. | O. c. virginalis Rio Grande Cutthroat-Forelle                                                       |  |
| Southern Rockies    | Greenback-Cutthroat-Forelle                                    | O. c. stomias (Cope, 1871)                                                       | Heimisch im Arkansas River und South Platte River im östlichen Colorado; die Art wird als bedroht angesehen (1978). | O. c. virginalis Rio Grande Cutthroat-Forelle                                                       |  |
| Southern Rockies    | Rio-Grande-Cutthroat-Forelle                                   | O. c. virginalis (C. F. Girard, 1856)                                            | Heimisch in New Mexico und im südlichen Colorado. | O. c. virginalis Rio Grande Cutthroat-Forelle                                                       |  |

## Beschreibung

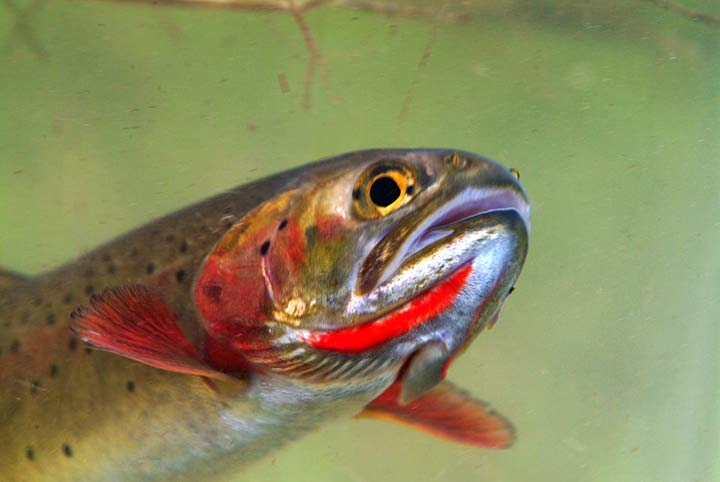
Typische Zeichnung einer Cutthroat-Forelle

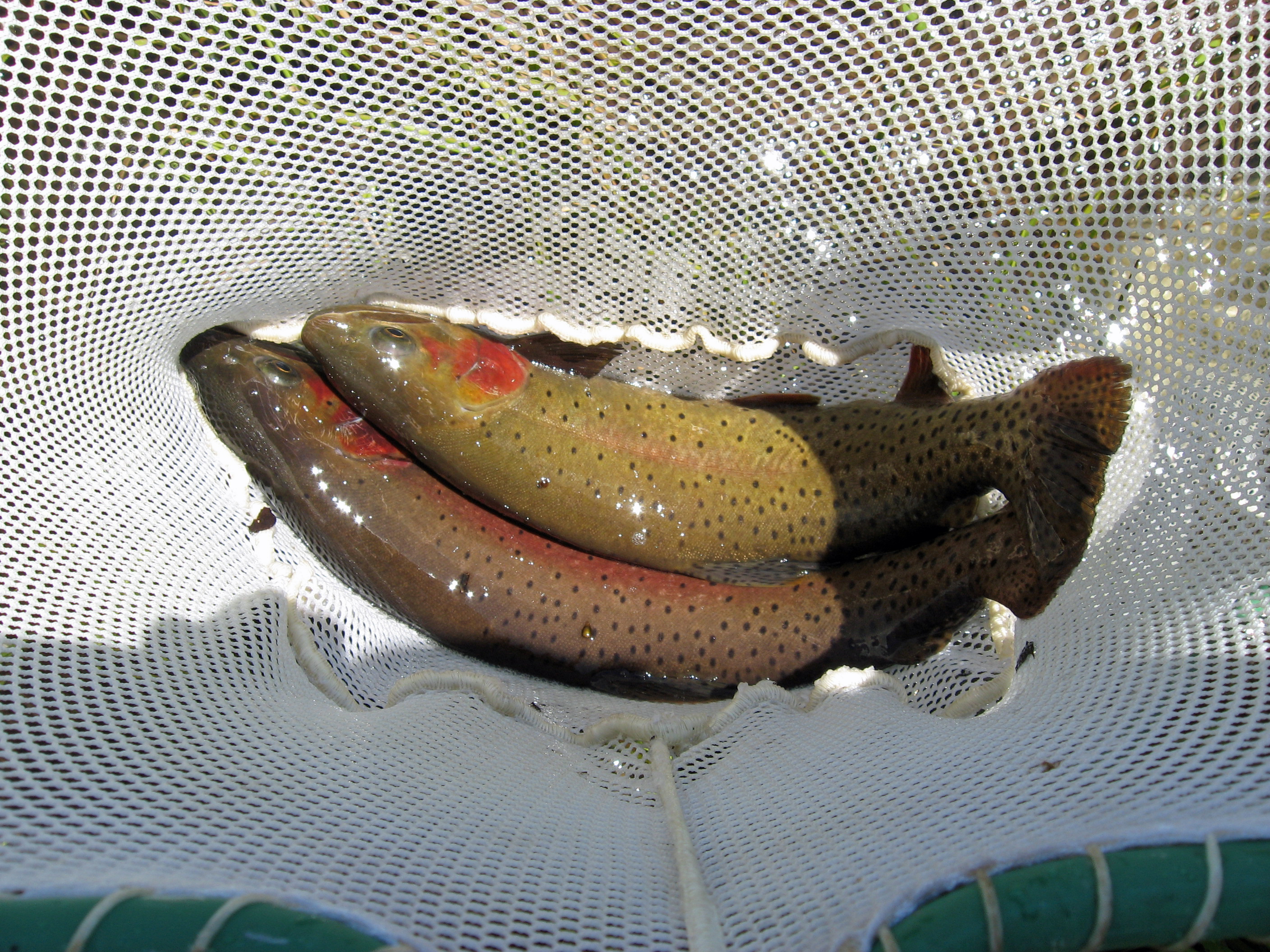
Lebhaft gezeichnete Cutthroat-Forellen im Netz

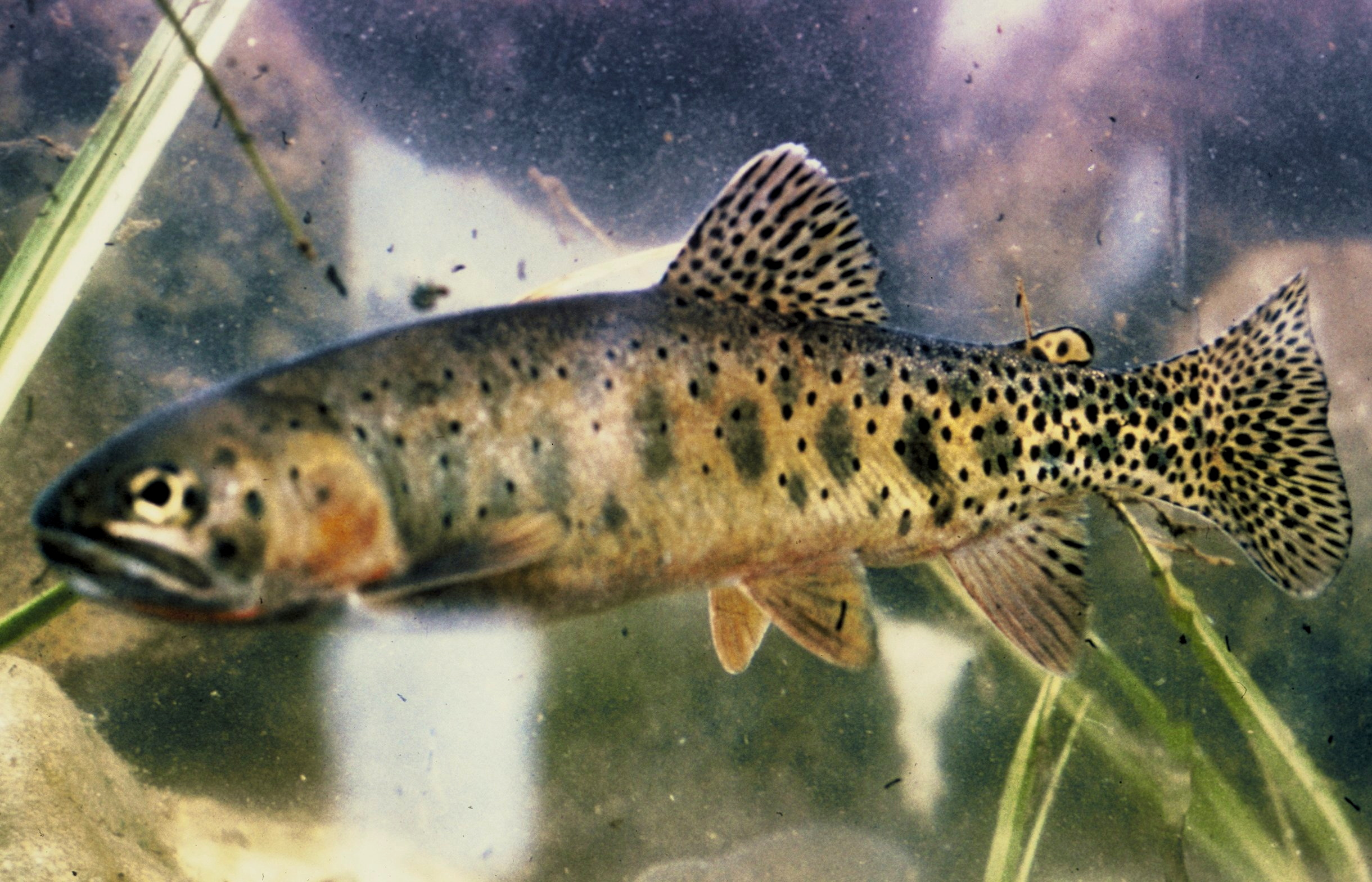
Oncorhynchus clarkii virginalis

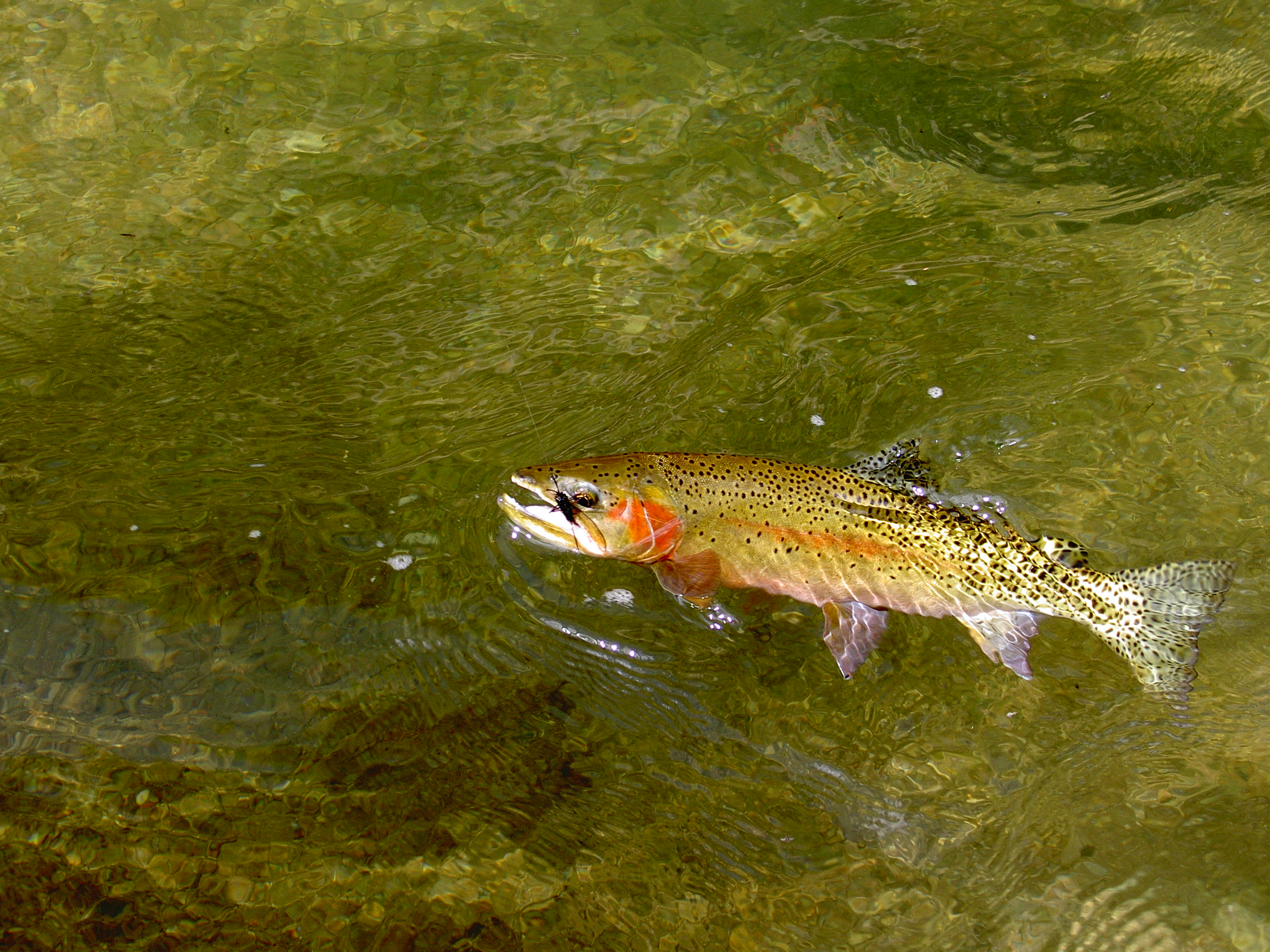
Cutthroat-Forelle aus dem Strawberry River in Utah

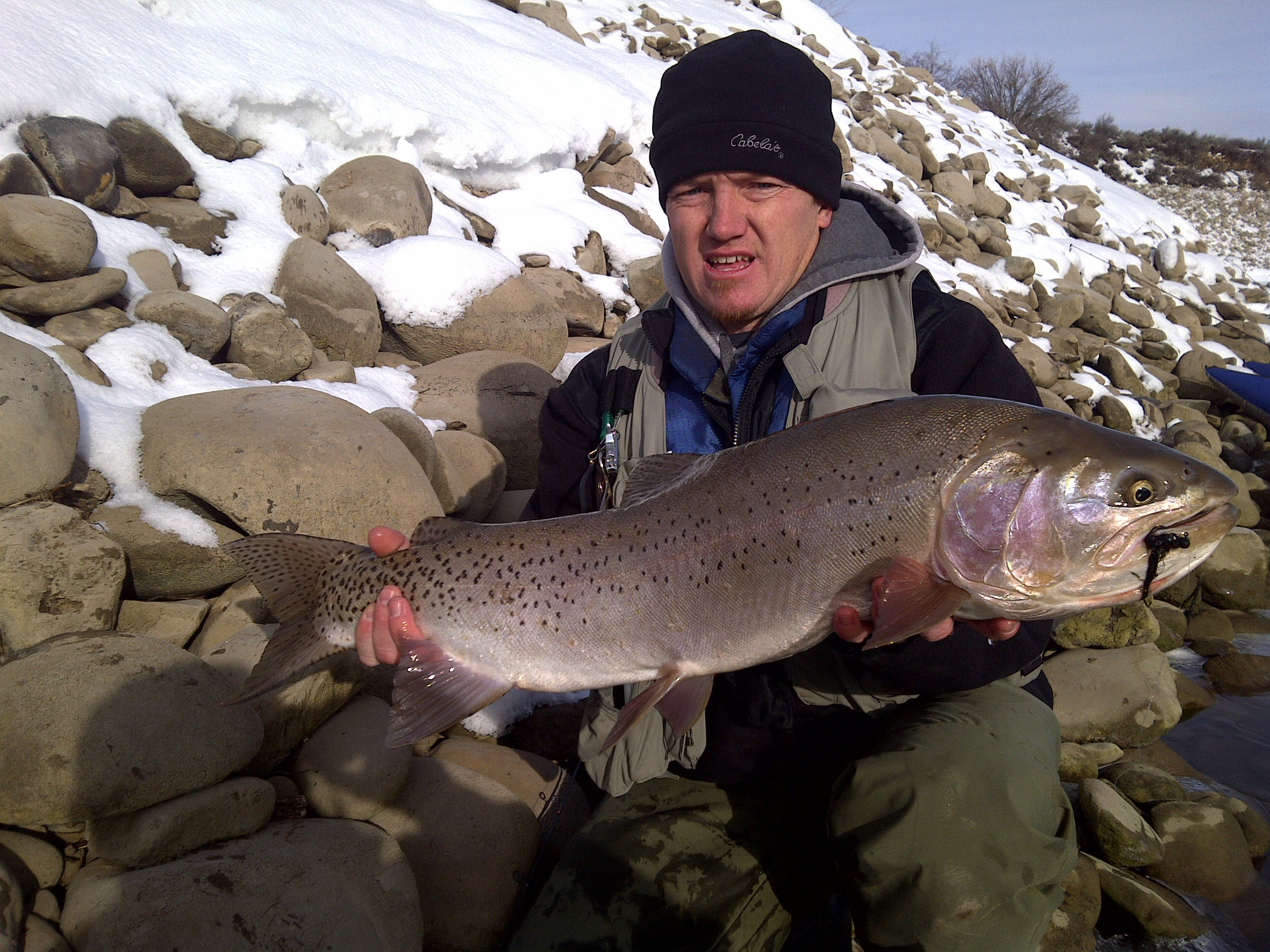
Großes Exemplar einer Cutthroat-Forelle

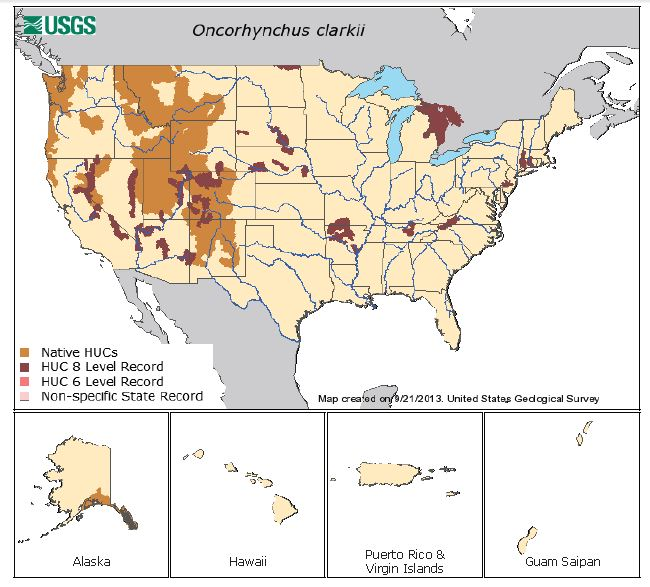
Natürliches Verbreitungsgebiet der Cutthroat-Forelle

Innerhalb ihres natürlichen Verbreitungsgebietes sowie in den Regionen, in denen die Cutthroat-Forelle als neue Art eingeführt wurde, kommt es zu einer großen Variation an Größe, Färbung und Anpassung an die Umgebung. In ihrer Zeichnung variiert die Cutthroat-Forelle von einer goldenen bis grauen oder grünen Rückenfärbung, welche bei Unterarten, Rassen (engl.: strains) und je nach Habitat unterschiedlich sein kann. Die Fische verfügen über markante rote, rosafarbene oder orange Streifen entlang ihres Unterkiefers und im unteren Bereich ihres Kiemendeckels. Aufgrund dieser charakteristischen Farbgebung wurde ihnen vom US-amerikanischen Abenteuerschriftsteller Charles Hallock in dem Artikel „The American Angler“ aus dem Jahr 1884 der Name „Cutthroat“ gegeben. Einige Küstenregenbogenforellen wie Oncorhynchus mykiss irideus oder die Columbia River Redband-Forelle (O. m. gairdneri) zeigen ebenfalls rötliche oder rosa Halsmarkierungen. Inlandsunterarten unterscheiden sich von den Küstenformen der Cutthroat-Forelle durch ein deutliches Fehlen von Flecken auf der Spitze des Kopfes. Bei Geschlechtsreife erreichen die verschiedenen Populationen und Unterarten Körperlängen im Bereich von 15 bis 102 Zentimetern. Körperlänge und Gewicht sind abhängig von Habitat und Nahrungsangebot. Anadrome Wanderformen der Cutthroat-Forelle werden im Durchschnitt 0,9 bis 2,3 Kilogramm schwer, während reine Flussformen mit 11 bis 91 Gramm deutlich weniger wiegen. In Seen können jedoch Gewichte von 5,4 bis 7,7 Kilogramm erreicht werden. Die Lahontan Cutthroat-Forelle (O. c. henshawi) ist der größte Vertreter der Art Oncorhynchus clarkii. Diese Unterart ist in kleinen Bächen im Durchschnitt 20 bis 23 Zentimeter lang, in größeren Flüssen bereits 20 bis 56 Zentimeter. Der IGFA-Weltrekord der Cutthroat-Forelle liegt bei 99 Zentimeter Länge und einem Gewicht von 19 Kilogramm.

## Lebensweise
Cutthroat-Forellen bewohnen meistens kleine bis mittelgroße, klare, sauerstoffreiche, flache Flüsse mit Kiesbett. Sie sind in den alluvialen Flüssen und Strömen mit Felsgrund, den typischen Gewässern des Pazifischen Beckens an der Westküste der USA, dem Großen Becken und den Rocky Mountains heimisch. Die Laichzeit beginnt im Frühling. In küstennahen Gewässern oft schon im Februar, in Hochgebirgsseen und -flüssen oft erst nach der Schneeschmelze, spätestens im Juli bei Wassertemperaturen von 6 bis 8 °C. Seeformen der Cutthroat-Forelle bewohnen mitteltiefe, kalte Seen mit geeigneten flachen Ufern und Wasservegetation für eine ausreichende Nahrungsproduktion. Zur Reproduktion suchen die Seeformen entweder einmündende Fließgewässer mit entsprechendem Kiesgrund auf oder laichen unter bestimmten Umständen auch auf dem Kiesgrund der Seen ab, falls eine gewisse Wasserzirkulation gegeben ist.
Cutthroat-Forellen kreuzen sich häufig mit der nah verwandten Regenbogenforelle und können fruchtbare Nachkommen erzeugen, die allgemein als „Cutbows“ (Cutthroat x Rainbow Trout) bezeichnet werden. Diese Hybriden zeigen wiederum häufig den orangeroten Schrägstrich der Cutthroat-Forelle als charakteristische Zeichnung. Taxonomisch sind sie schwer auseinanderzuhalten.
Natürliche Hybridisierung mit der Gila-Forelle (O. gilae) und der Apacheforelle (Oncorhynchus apache) kommen ebenfalls dort vor, wo sich die Verbreitungsgebiete dieser Arten überlappen.
Als natürliche Feinde der Cutthroat-Forelle gelten andere große Forellen- und Saiblingsarten, entweder als Bruträuber oder Raubfische, die kleinere Cutthroat-Forellen erbeuten, Fischreiher, Königsfischer und für meeresbewohnende Cutthroat-Forellen Seehunde, Dornhaie und Lachse.

## Verbreitung und Lebensraum
Cutthroat-Forellen sind im westlichen Nordamerika verbreitet. Sie entwickelten sich durch geografische Isolation in verschiedene Unterarten, welche die verschiedensten Flusssysteme der Berggewässer besiedelten. Man findet die Cutthroat-Forelle an der Küste des Pazifischen Nordwesten von Alaska über British Columbia, bis ins nördliche Kalifornien, in der Kaskadenkette, dem Großen Becken und im südlichen Alberta.
Einige Küstenpopulationen wie die Küsten-Cutthroat-Forelle (O. c. clarkii) sind semianadrom, d. h. sie verbringen einige Monate in Meeresumgebung, dort wo adulte Exemplare auf Nahrungssuche gehen, und wandern im zeitigen Frühjahr wieder in die Flüsse ein, wo sie sich von Insekten und Fischlaich ernähren. Die Art hat, nach dem Amerikanischen Seesaibling (Salvelinus namaycush), in Nordamerika historisch gesehen das zweitgrößte Verbreitungsgebiet aller Salmoniden. Das natürliche Verbreitungsgebiet vieler Unterarten ging jedoch drastisch zurück, wie z. B. bei der Westslope-Cutthroat-Forelle (O. c. lewisi), welche nur noch 10 % ihres natürlichen Verbreitungsgebiets bewohnt. Gründe für den Rückgang sind Habitatdegradation und die Einführung invasiver Fischarten. Auch Cutthroat-Forellen wurden außerhalb ihres Ursprungsgebietes in zahlreiche andere Gewässer eingebracht, allerdings bei weitem nicht so intensiv wie Regenbogenforellen. In den 1890er Jahren wurden Cutthroat-Forellen in den Michigansee eingesetzt, konnten jedoch dort keine Wildpopulationen entwickeln. Yellowstone-Cutthroat-Forellen wurden beispielsweise in den Huronsee eingeschleppt. Obwohl Cutthroat-Forellen in Arizona nicht heimisch sind, werden sie auf Bestreben des Arizona Game and Fish Department immer wieder in die Hochgebirgsseen der White Mountains im Nordosten des Bundesstaates ausgesetzt.

### Habitat

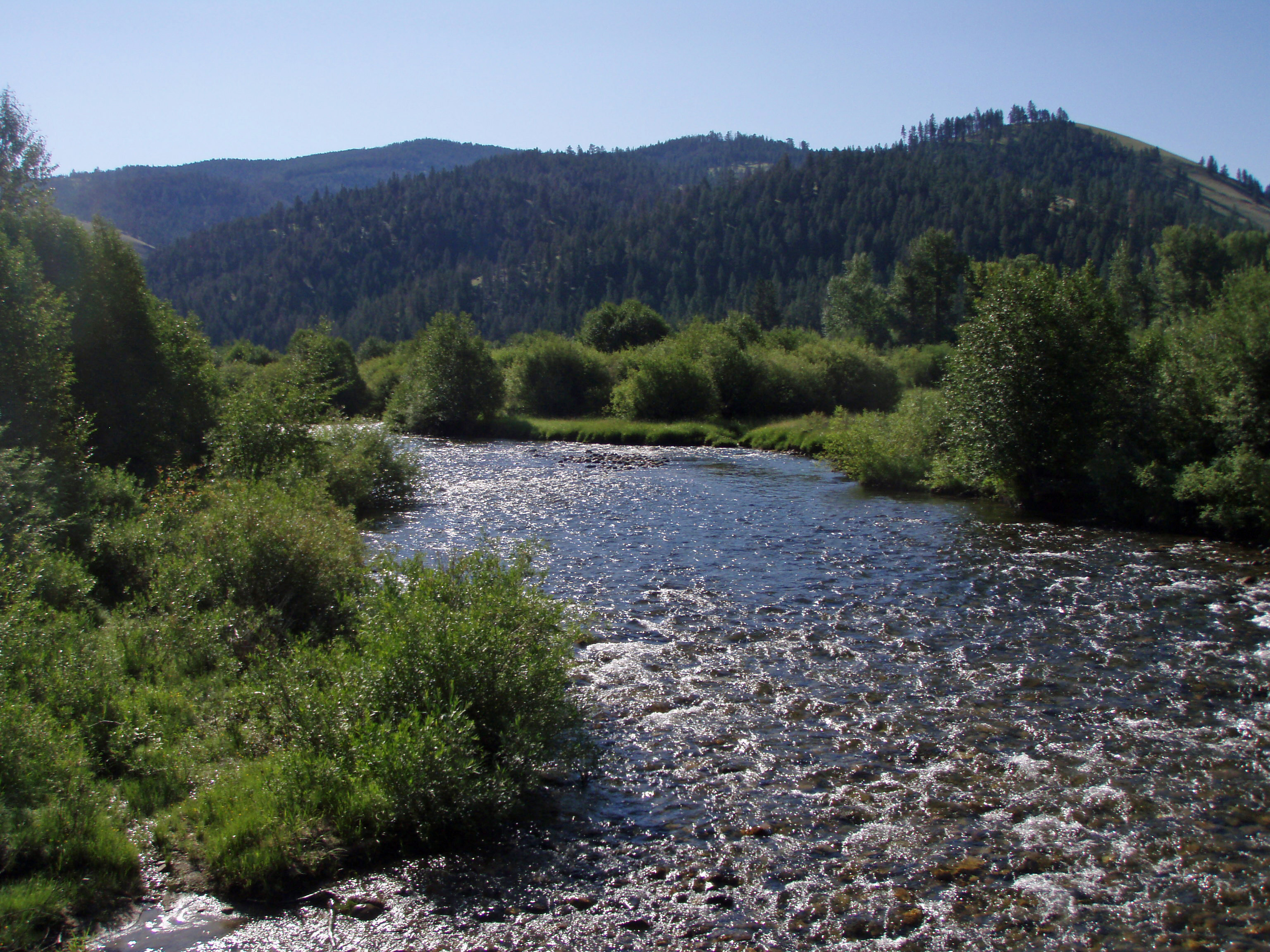
Typisches Habitat von Cutthroat-Forellen im East Fork des Bitterroot River in Sula, Montana

Cutthroat-Forellen verlangen kalte, sauerstoffreiche, flache Flüsse mit Kiesgrund oder kalte, mitteltiefe Seen. Zu einem gesunden Cutthroat-Forellenhabitat gehört auch eine gewisse Ufervegetation, welche einer Verschlammung oder Versandung vorbeugt. Zum Schutz vor Austrocknung oder als Überwinterungsmöglichkeit suchen Cutthroat-Forellen häufig Biberstaudämme auf. Die meisten Populationen verbleiben im Süßwasser und bilden standorttreue Flussbestände. Bei den beiden Unterarten Küsten-Cutthroat-Forelle (O. c. clarkii) und Küsten-Regenbogenforelle (O. m. irideus) hat eine Koevolution stattgefunden. Teile des Verbreitungsgebietes der Westslope Cutthroat-Forelle (O. c. lewisi) überlappen sich mit dem Verbreitungsgebiet der Redband-Regenbogenforelle (O. m. gairdneri), diese ist jedoch durch natürliche Barrieren wie Wasserfälle etc. an einem Laichaufstieg in den Oberlauf des Flusses gehindert. Es gibt drei Unterarten, die in endorheischen Becken des Great Basin leben und bis zu einem gewissen Grad Salzwasser sowie leicht alkalisches Wasser tolerieren können.
Cutthroat-Forellen sind Nahrungsopportunisten. Im Fluss lebende Cutthroat-Forellen ernähren sich überwiegend von Wasserinsekten oder Landinsekten, die ins Wasser fallen. Ebenso gehören Fischeier, Kleinfische, Frösche, Salamander, Krebse und andere Krustentiere zu ihrer Nahrung. Küsten-Cutthroat-Forellen leben vorwiegend räuberisch und machen Jagd auf kleinere Fische. Innerhalb des Verbreitungsgebietes der nordamerikanische Saiblingsart Bull Trout (Salvelinus confluentus) ist die Cutthroat-Forelle ein Beutefisch dieser räuberisch lebenden und fischfressenden Art.

## Künstliche Vermehrung

Lahontan Cutthroat-Forelle aus einer Fischfarm in der Pyramid Lake Indian Reservation

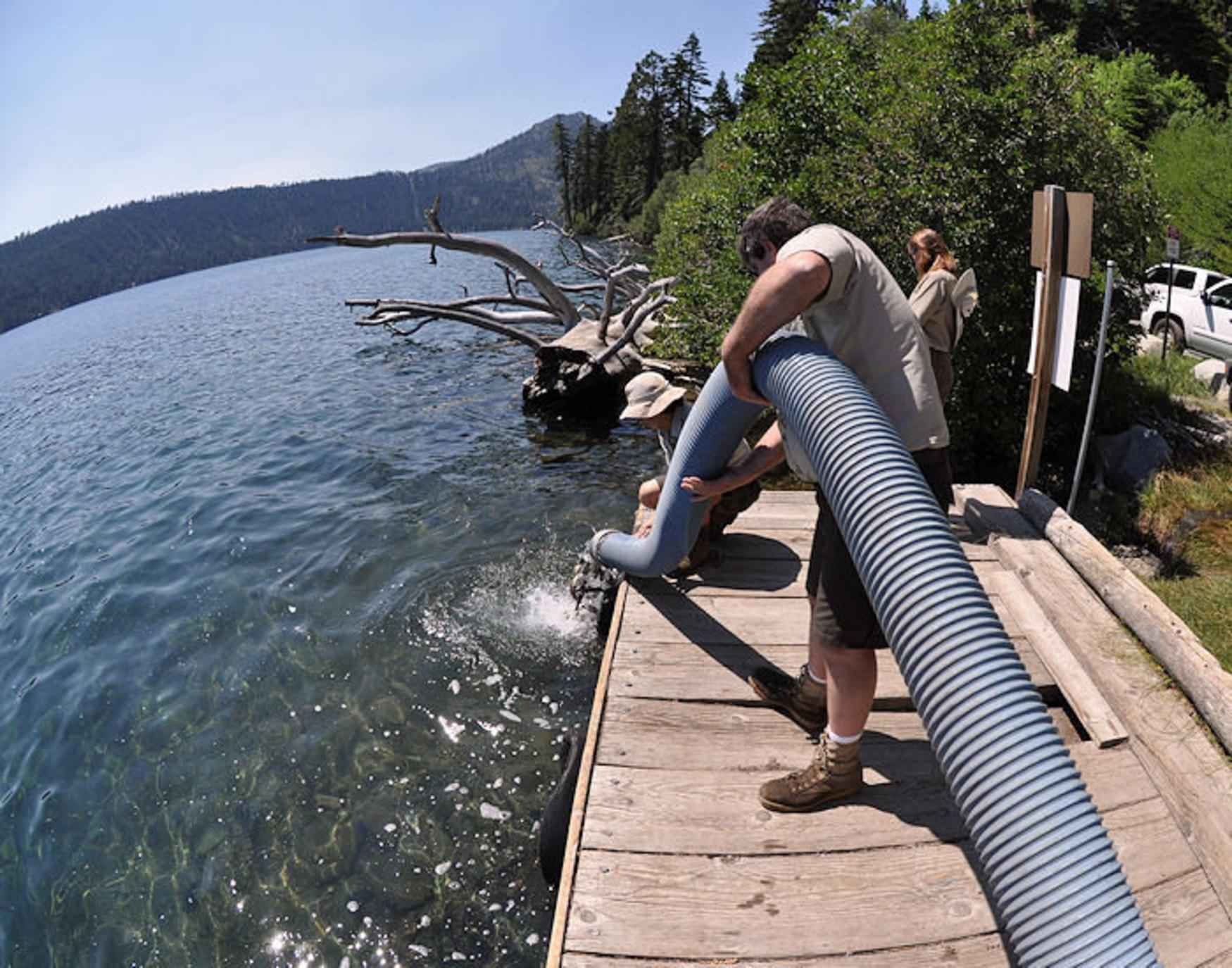
Besatzmaßnahmen mit Cutthroat-Forellen

Diverse Unterarten der Cutthroat-Forelle werden in privaten kommerziellen, staatlichen und bundesstaatlichen Fischfarmen künstlich vermehrt, um Setzlinge für Fluss- und Seesysteme, wo sie entweder natürlich vorkommen oder als Fremdfisch eingesetzt werden, zu gewinnen. Zu Beginn des 20. Jahrhunderts wurden im Yellowstone-Nationalpark verschiedene Fischfarmen vom U.S. Bureau of Fisheries (United States Fish and Wildlife Service) ins Leben gerufen. Diese Fischfarmen produzierten nicht nur Yellowstone-Cutthroat-Forellen (O. c. bouvieri) für den Park, sondern nutzten die reichhaltige Erzeugung von Fischeiern auch für möglichen Bedarf in anderen US-Bundesstaaten. Von 1901 bis 1953 wurden insgesamt 818 Millionen Forelleneier aus dem Yellowstone-Nationalpark in andere Bundesstaaten gebracht. Die Fischfarm Lahontan National Fish Hatchery, ebenfalls vom U.S. Fish and Wildlife Service betrieben, hatte es sich zur Aufgabe gemacht, die Bestände der Lahontan-Cutthroat-Forelle in großen Seen wie dem Pyramid Lake (Nevada), Walker Lake (Nevada), Fallen Leaf Lake (Kalifornien), June Lake (Kalifornien), Marlette Lake, Gull Lake und Truckee River, zu erhalten. Die Forellenfarm produziert jährlich zwischen 300.000 und 400.000 Jungfische der Lahontan-Cutthroat-Forelle. Die Jackson National Fish Hatchery produziert jährlich um die 400.000 Setzlinge der Snake-River-Fine-Spotted-Cutthroat-Forelle (O. c. behnkei) für Gewässer in Idaho und Wyoming. Die Leadville National Fish Hatchery produziert zwischen 125.000 und 200.000 Snake-River-Fine-Spotted-Cutthroat-Forellen, Greenback-Cutthroat-Forellen und Regenbogenforellen für den Fryingpan River und den Arkansas River in Colorado. Die Bozeman National Fish Hatchery, ursprünglich eine Fischfarm für Cutthroat-Forellen in Bozeman, Montana, seit 1983 das Bozeman Fish Technology Center, spielt heute eine bedeutende Rolle bei der Erhaltung der Greenback- (O. c. stomias) und Westslope-Cutthroat-Forelle (O. c. lewisi).

## Gefährdungsstatus
Das ursprüngliche Verbreitungsgebiet der Cutthroat-Forelle wurde durch anthropogene Einwirkungen wie Überfischung, Städtebau und Habitatsdegradation oder -verlust reduziert. Weitere Faktoren sind Bergbau, Beweidung und Holzeinschlag. Die Populationsdichten nahmen stark ab, teilweise verschwanden Populationen sogar ganz. Eine weitere Ursache der Rückgänge ist das Einbringen fremder Arten wie der Bachforelle (Salmo trutta), dem Bachsaibling (Salvelinus fontinalis) oder der Regenbogenforelle (Oncorhynchus mykiss). Die größte Bedrohung natürlicher Bestände ist die Hybridisierung mit der Regenbogenforelle und den „Cutbows“ als Kreuzungsprodukt. Im Ökosysten des Yellowstone hat die Vermehrung des großwüchsigen und räuberischen Namaycush-Saiblings (Salvelinus namaycush) zu einem dramatischen Rückgang der Population von O. c. bouvieri geführt. Ausbrüche der Drehkrankheit (Myxobolus cerebralis) in den Laichgebieten der Cutthroat-Forelle führten zu einer weiteren Bestandsbedrohung.

### Interspezifische und intraspezifische Züchtung
Die interspezifische Kreuzung mit der Regenbogenforelle bedroht die genetische Reinheit zahlreicher Unterarten der Cutthroat-Forelle, da die Kreuzungsprodukte die Gene beider Eltern tragen. Auch die Population der Westslope-Cutthroat-Forelle wurde durch Einkreuzung mit der Yellowstone-Cutthroat-Forelle genetisch „verfälscht“, daher sind reine Westslope-Cutthroat-Forellen heute nur noch sehr selten zu finden. Meist kommen reinrassige Westslope-Cutthroat-Forellen nur noch oberhalb von Wanderungsbarrieren wie Wasserfällen etc. vor. Für das Verschwinden der beiden Unterarten Yellowfin-Cutthroat-Forelle (O. c. macdonaldi) und Alvord-Cutthroat-Forelle (O. c. alvordensis) war hauptsächlich das Auftauchen der Regenbogenforelle in diesen Gewässern verantwortlich.

### Rückgang der Yellowstone-Cutthroat-Forelle
Die Population der Yellowstone-Cutthroat-Forelle brach in den 1960er Jahren durch Überfischung zusammen. Erst ein Umschwenken auf Catch and Release (Fangen-und-Freilassen-Fischen) und ein Ende der Besatzmaßnahmen führten zu einer Erholung des Bestandes.
1994 wurden im Yellowstone Lake Amerikanische Seesaiblinge (Salvelinus namaycush) entdeckt. Die Namaycush-Saiblinge kamen ursprünglich im Shoshone Lake, Lewis Lake (Wyoming) und Heart Lake vor, durch staatliche Besatzmaßnahmen auch im Flusssystem des Snake River. Sie wurden allerdings nie offiziell im Yellowstone River eingesetzt. Es konnte sich dabei nur um ein Versehen oder um einen illegalen Einsatz handeln. Diese Veränderung des Ökosystems im Yellowstone-Nationalpark hat auch andere Auswirkungen: Die Yellowstone-Cutthroat-Forelle war ursprünglich ein wichtiger Eiweiß- und Fettlieferant für Grizzlybären, die von ihnen in großen Mengen in den Zuläufen der Seen gefangen wurden. Der Amerikanische Seesaibling legt seine Eier am tiefen Seegrund ab und ist für die Bären weitaus schwerer zu fangen. Als Konsequenz weichen die Bären verstärkt auf Wapiti-Kälber aus, welche somit verstärkt dezimiert werden.
Im Jahr 2000 wurde festgestellt, dass der Bestand an Yellowstone-Cutthroat-Forellen auf 10 % ihrer Populationsgröße zu Beginn des 20. Jahrhunderts gesunken war. Ab 1996 begannen radikale Maßnahmen zur Eindämmung des Amerikanischen Seesaiblings, dabei wurden über eine Million Exemplare der unerwünschten Fischart getötet, und die Yellowstone-Cutthroat-Forelle konnte sich erholen.
Yellowstone-Cutthroat-Forellen können in anderen Ökosystemen mit den Seesaiblingen koexistieren, wie zum Beispiel im isolierten Heart Lake, wo auch ein geringer Angeldruck herrscht.

### Drehkrankheit
Viele Unterarten der Cutthroat-Forelle sind gegenüber der Drehkrankheit, auch Whirling Disease (Myxobolus cerebralis), hochanfällig. Lediglich die Snake-River-Fine-Spotted-Cutthroat-Forelle besitzt offensichtlich Resistenzen gegenüber diesem Parasiten.

## Nutzen

### Sportfisch

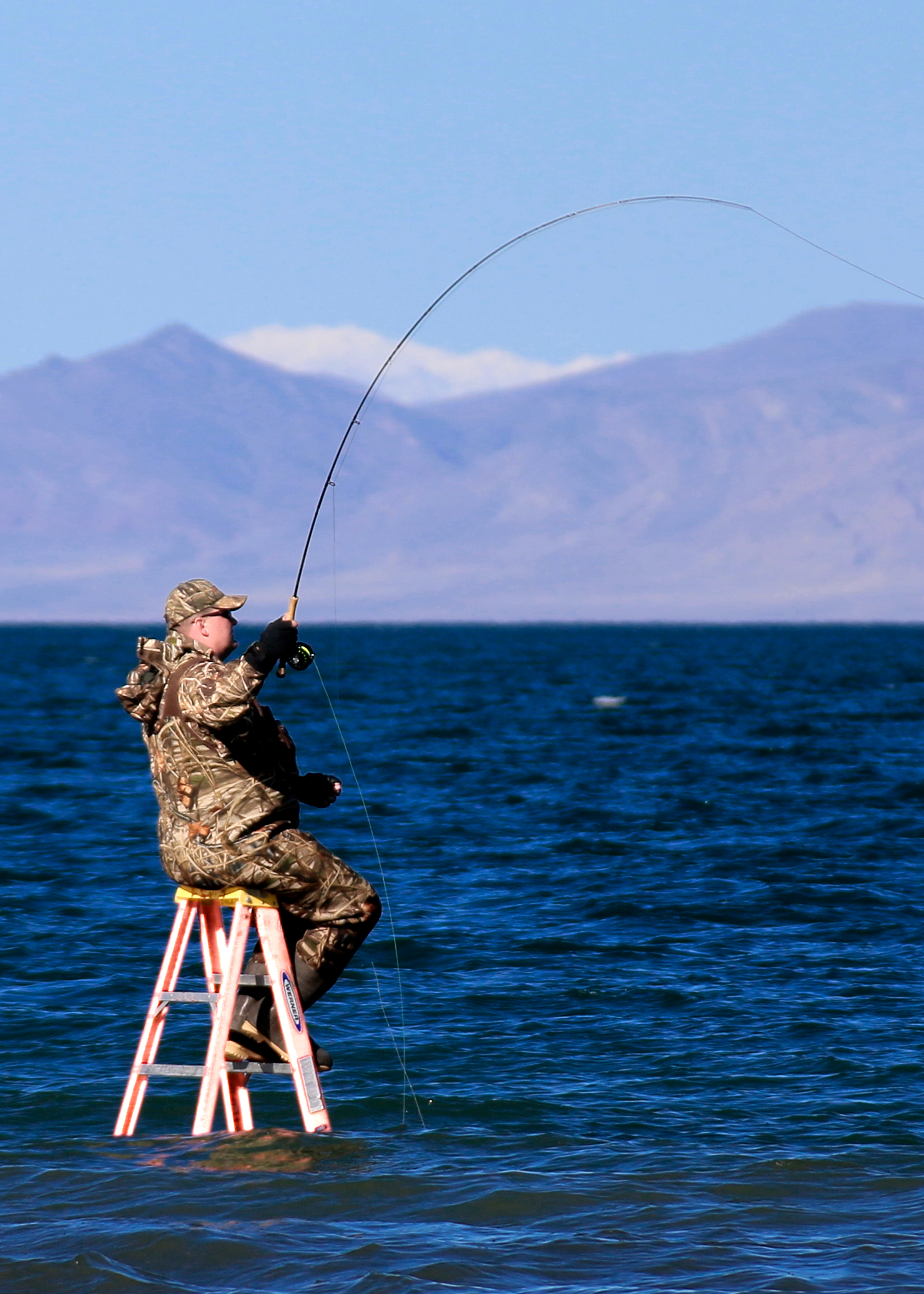
Angeln auf Cutthroat-Forellen in Pyramid Lake

Cutthroat-Forellen sind geschätzte Sportfische, insbesondere bei Fliegenfischern. Auch im Yellowstone-Nationalpark wird diese Fischart gezielt beangelt.
Das Angeln auf Yellowstone-Cutthroat-Forellen hat den gleichen Stellenwert wie die Fischerei auf die Lahontan-Cutthroat-Forellen im Pyramid Lake Nevada, den Fischfang von Westslope-Cutthroat-Forellen in den Küstenbergen, sowie der Fang von „searun“-Cutthroat-Forellen im Pazifik, wie z. B. im Puget Sound.
Das Rekordgewicht liegt bei 19 Kilogramm, gefangen 1925 im Pyramid Lake.

### Symbolfisch
Die Cutthroat-Forelle ist Symbolfisch in den Bundesstaaten Idaho, Montana und Wyoming. In Colorado, Nevada, New Mexico und Utah sind Unterarten der Cutthroat-Forelle Symbolfische.
- Idaho[53], Montana[54] und Wyoming[55]: Cutthroat-Forelle (O. clarkii)
- Colorado: Greenback-Cutthroat-Forelle (O. c. stomias)
- Nevada[56]: Lahontan-Cutthroat-Forelle (O. c. henshawi)
- New Mexico[57]: Rio-Grande-Cutthroat-Forelle (O. c. virginalis)
- Utah[58]: Bonneville-Cutthroat-Forelle (O. c. utah)